# Couto de Serro Ventoso
Couto de Serro Ventoso era um couto extinto na reforma administrativa de 1832. Era constituído pelas freguesias de Reveles (actualmente Abrunheira) e Vinha da Rainha, actualmente no município de Montemor-o-Velho e Soure, respectivamente. De acordo com o censo de 1801 tinha 2548 habitantes e 33 km².